# 길라드 추커만
길라드 추커만(히브리어: גלעד צוקרמן, 영어: Ghil'ad Zuckermann, 1971년 6월 1일 ~ )은 이스라엘에서 태어난 언어학자이자 언어 부흥자이다. 그는 호주 애들레이드 대학교에서 교수이자 위기에 처한 언어들 및 언어학의 학장을 맞고 있다.
그는 옥스포드 대학교로부터 박사학위, 케임브리지 대학교로부터 박사학위 그리고 텔 아비브 대학교에서 인문학 석사학위를 받았다.
그는 유대연구를 위한 호주 협회(AAJS)의 회장이자 호주의 국가 건강 및 의학 조사 위원회(NHMRC)에서 자금을 제공받는 언어 회복 및 정신건강을 평가하는 큰 조사연구의 연구장이다.

## 생애
추커만 교수는 애보리지널 원주민 및 토레스 스트레이트 섬 원주민 연구 의 호주 협회(AIATSIS) 및 위험에 처한 언어들의 재단(FEL)의 선출된 구성원이다. 그는 AustraLex에서 2013년부터 2015년까지 회장이었으며, 호주 연구 위원회(ARC)에서 2007년부터 2011년까지 발견 특별회원(Discovery Fellow)이었고, 2000년부터 2004년까지 Churchill College Cambridge에서 Gulbenkian 조사 회원이었다.
그는 전 세계적으로 법원 소송에서 사전편집 (전집) 및 언어학 (법의학적) 부분의 고문 및 자문위원을 맡고 있다.
그는 상하이 국제 연구 대학교에서 특출난 방문 교수였으며 캠브리지 대학교, 퀸즐랜드 대학교, 싱가폴 국립 대학교, 상하이 지아오 통 대학교, 동중국 보통 대학교, 상하이 국제 연구 대학교, 히브리 예루살렘 대학교, 네게브의 벤 쿠리온 대학교 및 마이애미 대학교에서 가르쳤다. 그는 웨이즈만 과학 협회, 텔 아비브 대학교, 록펠러 재단의 연구 및 회의 센터, 빌라 설벨로니, 벨라지오 (이탈리아), 해리 랜섬 인문학 연구 센터, 오스틴에 위치한 텍사스 대학교, 히브리 예루살렘 대학교에 있는 고급연구를 위한 이스라엘 협회, 라 트로브 대학교에 있는 고급 연구를 위한 협회, 상하이 국제 연구 대학교에 있는 언하학 협회, 그리고 도쿄에 있는 일본어 및 일본어학을 위한 국가 협회의 코쿠리츠 코쿠고 켄큐죠에서 연구 특별 회원이다.
그는 세인트 휴의 옥스포트 대학의 대니스 스키너 장학생, 옥스포트 대학교의 스캐쳐드 유럽 장학생, 그리고 이탈리아에 있는 아드리아 해의 연합된 세계 대학에서 장학생이다.

## 언어학에 대한 기여
추커만 교수는 전 세계를 통하여 언어 회생에 관한 새로운 연구이자 초 학문분야인 언어복고학의 설립자이다. 언어복고학은 한편으로는 비교적이며 체계적으로 보편적인 한계들과 세계적인 짜임새를 연구하고 (Zuckermann 2009 참조) 또 다른 한편으로는 배타주의적인 독특성들 그리고 전세계적으로 언어의 재생 및 재활성화에서 두드러지는 문화적이고 상대적인 특질을 연구하며 그 재활성화는 전세계를 걸쳐서 사회학상의 배경에서 시도된다 (Zuckermann and Walsh 2011 참조).
2011년 추커만 교수는 남호주에 있는 에어 반도(Eyre Peninsula)의 방갈라 애보리지널 지역 공동체와 함께 방갈라 언어의 재생사업을 착수하였다.
2018년 기준으로, 그의 MOOC (대량 공개 온라인 과정), 언어 재생: 위험에 처한 언어들의 미래를 지키면서, 는 190개국의 있는 수백개의 독특한 언어 사용자들로 구성된 만 2천명의 수강자를 끌어드렸다.

## 저서
추커만 교수는 획기적인 베스트셀러 Israelit Safa Yafa (이스라엘어 – 아름다운 언어; Am Oved, 2008), 이스라엘 히브리어의 언어접촉과 어휘적인 풍요(Palgrave Macmillan, 2003), 이스라엘어 버젼 Tingo (Keren, 2011)의 세개의 챕터, 매력 -애보리지널 원주민 및 토레스 스트레이트 섬 원주민과의 상호 존중 및 보안 적인 교류 그리고 그들의 예술 작품들 및 지적 재산에 대한 안내서 (2015), 첫번째 방갈라 애보리지널 온라인 언어 사전 (2017)의 저자이다. 그는 아프리카-아시아 언어학 의 중대한 문제들 (2012), 유대 언어 접촉 (2014), 그리고 ‘언어 사회학의 국제 저널의 특별한 문제’ 의 편집자이며 위험에 처한 어휘, 표시의 회복 (2014)의 공동 편집자이다.

### 서적
- 《多源造词研究 (Multisourced Neologization)》. Shanghai: East China Normal University Press. 2021. ISBN 9787567598935.
- Revivalistics: From the Genesis of Israeli to Language Reclamation in Australia and Beyond, 2020, Oxford University Press (ISBN 978-0-19-981279-0 / ISBN 978-0-19-981277-6)
- Language Contact and Lexical Enrichment in Israeli Hebrew, 2003, Palgrave Macmillan (ISBN 978-1-4039-1723-2 / ISBN 978140338695)
- Israelit Safa Yafa, 2008, Am Oved (ISBN 978-965-13-1963-1)
- Mangiri Yarda (Healthy Country: Barngarla Wellbeing and Nature), Revivalistics Press, 2021.[7]
- Engaging – A Guide to Interacting Respectfully and Reciprocally with Aboriginal and Torres Strait Islander People, and their Arts Practices and Intellectual Property, 2015
- Dictionary of the Barngarla Aboriginal Language of Eyre Peninsula, South Australia, 2018
- Barngarlidhi Manoo (Speaking Barngarla Together), Barngarla Language Advisory Committee, 2019. (Barngarlidhi Manoo – Part II)
- Jewish Language Contact (=International Journal of the Sociology of Language 226), 2014
- Burning Issues in Afro-Asiatic Linguistics 보관됨 2020-08-16 - 웨이백 머신, 2012

### 저널 문헌 및 서적의 장
- ‘언어복고학, 복지 그리고 토크놀로지(Talknology)-오스트레일리아로부터의 통찰’ (Revivalistics, Wellbeing and Talknology – Insights from Australia), 무형유산학 (Intangible Heritage Studies) 6.1: 7-75.
- Zuckermann, Ghil'ad; Quer, Giovanni; Shakuto, Shiori (2014). Native Tongue Title: Proposed Compensation for the Loss of Aboriginal Languages, Australian Aboriginal Studies 2014/1: 55-71.
- Zuckermann, Ghil'ad; Walsh, Michael (2014). “Our Ancestors Are Happy!”: Revivalistics in the Service of Indigenous Wellbeing, Foundation for Endangered Languages XVIII: 113-119.
- Zuckermann, Ghil'ad; Walsh, Michael (2011). Stop, Revive, Survive: Lessons from the Hebrew Revival Applicable to the Reclamation, Maintenance and Empowerment of Aboriginal Languages and Cultures, Australian Journal of Linguistics 31: 111–127.
- Zuckermann, Ghil'ad (2009). Hybridity versus Revivability: Multiple Causation, Forms and Patterns, Journal of Language Contact 2: 40–67.
- Zuckermann, Ghil'ad (2006). A New Vision for "Israeli Hebrew": Theoretical and Practical Implications of Analyzing Israel's Main Language as a Semi-Engineered Semito-European Hybrid Language, Journal of Modern Jewish Studies 5: 57–71.
- Zuckermann, Ghil'ad (2004). Cultural Hybridity: Multisourced Neologization in "Reinvented" Languages and in Languages with "Phono-Logographic" Script, Languages in Contrast 4: 281–318.
- Zuckermann, Ghil'ad (2003). Language Contact and Globalization: The Camouflaged Influence of English on the World’s Languages – with special attention to Israeli (sic) and Mandarin, Cambridge Review of International Affairs 16: 287–307.
- Zuckermann, Ghil'ad (2008). 'Realistic Prescriptivism': The Academy of the Hebrew Language, its Campaign of 'Good Grammar' and Lexpionage, and the Native Israeli Speakers, Israel Studies in Language and Society 1: 135–154.
- Zuckermann, Ghil'ad (2006). "Complement Clause Types in Israeli", Complementation: A Cross-Linguistic Typology, Oxford University Press, pp. 72–92.
- Zuckermann, Ghil'ad (2006). " 'Etymythological Othering' and the Power of 'Lexical Engineering' in Judaism, Islam and Christianity. A Socio-Philo(sopho)logical Perspective", Explorations in the Sociology of Language and Religion, John Benjamins, pp. 237–258.
- Yadin, Azzan; Zuckermann, Ghil'ad (2010). "Blorít: Pagans' Mohawk or Sabras' Forelock?: Ideological Secularization of Hebrew Terms in Socialist Zionist Israeli", The Sociology of Language and Religion: Change, Conflict and Accommodation, Palgrave Macmillan, pp. 84–125.
- Sapir, Yair; Zuckermann, Ghil'ad (2008). "Icelandic: Phonosemantic Matching", Globally Speaking: Motives for Adopting English Vocabulary in Other Languages, Multilingual Matters, pp. 19–43.

## 출연 작품
- Fry's Planet Word, 스티븐 프라이
- SBS: Living Black: S18 Ep9 - Linguicide
- Babbel: Why Revive A Dead Language? - Interview with Prof. Ghil'ad Zuckermann
- Language Revival: Securing the Future of Endangered Languages, edX MOOC